# Angraecum viguieri
Angraecum viguieri är en orkidéart som beskrevs av Rudolf Schlechter. Angraecum viguieri ingår i släktet Angraecum och familjen orkidéer. Inga underarter finns listade i Catalogue of Life.